# Danuta Makowiec
Danuta Wanda Makowiec (ur. w 1957, zm. 25 kwietnia 2024) – polska fizyczka, profesor nauk fizycznych.
Jej zainteresowania zawodowe obejmowały modele dyskretne systemów złożonych oraz analizę szeregów czasowych w procesach fizjologicznych.

## Życiorys
W 1981 r. ukończyła studia na Uniwersytecie Gdańskim. Tam też 8 stycznia 1987 r. obroniła pracę doktorską pt. Całki po trajektoriach dla klasy równań ewolucyjnych typu parabolicznego w dziedzinie nauk fizycznych, pod kierunkiem prof. Roberta Alickiego.19 listopada 1998 r. za pracę pt. Własności przestrzeni automatów komórkowych z uwzględnieniem zastosowania do modelowania zjawisk krytycznych w fizyce otrzymała stopień doktora habilitowanego.
12 stycznia 2012 r. otrzymała tytuł profesora nauk fizycznych, nominację profesorską otrzymała 23 stycznia tego samego roku z rąk prezydenta Bronisława Komorowskiego.
Zawodowo związana z Uniwersytetem Gdańskim, gdzie pracowała jako wykładowczyni oraz kierowniczka Zakładu Metod Matematycznych Fizyki w Instytucie Fizyki Teoretycznej i Astrofizyki na Wydziale Matematyki, Fizyki i Informatyki UG.

## Członkostwo w organizacjach
- Komitet Fizyki PAN[7]
- Komisja Układów Złożonych Polskiej Akademii Umiejętności[8].
- Polskie Towarzystwo Fizyczne, gdzie została wybrana do zarządu sekcji Fizyka w Ekonomii i Naukach Społecznych na kadencję 2017-2019[9].

## Konferencje
Była organizatorką i współorganizatorką cyklu konferencji Summer Solstice Conference on Discrete Models of Complex Systems, odbywających się od 2009 r.

## Publikacje
Była autorką ponad 100 publikacji i artykułów naukowych.